# Сеті I
Сеті I (повне ім'я Менмаатра Сеті Мернептах) — фараон (1294—1279 роки до н. е.), другий цар 19 династії, син Рамсеса I та цариці Сітре. Ім'я Сеті означає «Що належить (богу) Сету» або «Прибічник Сета».

## Сходження на престол

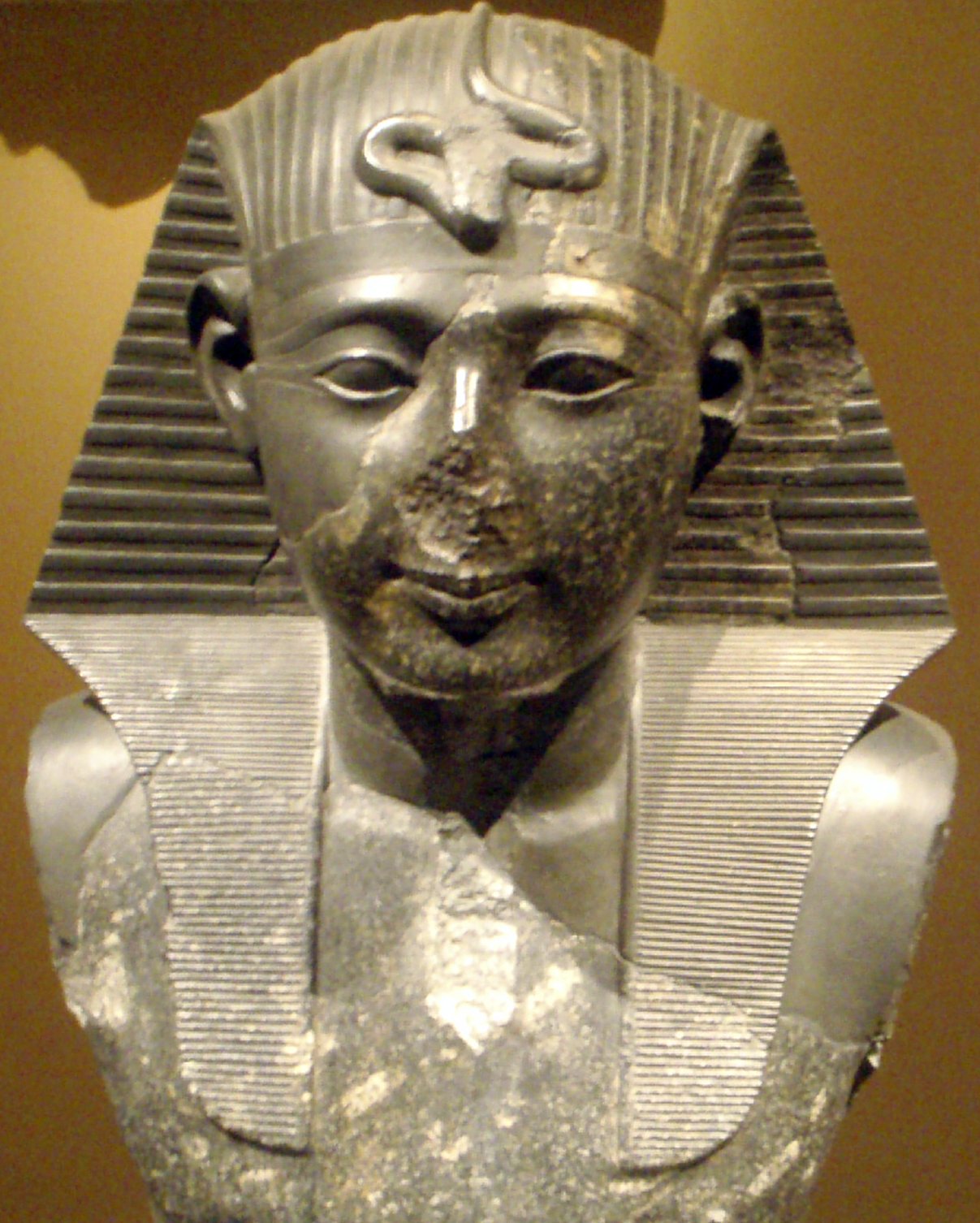
Голова статуї Сеті I. Метрополітен-музей. Нью-Йорк

Сеті I офіційно зійшов на престол на 24-й день третього місяця сезону шему вже зрілим чоловіком. Вже в 1-й рік свого царювання він взявся за повернення азійських володінь Єгипту, втрачених фараоном Ехнатоном. Зрештою Сеті I відновив володіння в Ханаані, відвоював у хеттів Кадеш.

## Війни Сеті I

### Зображення в Карнакському храмі

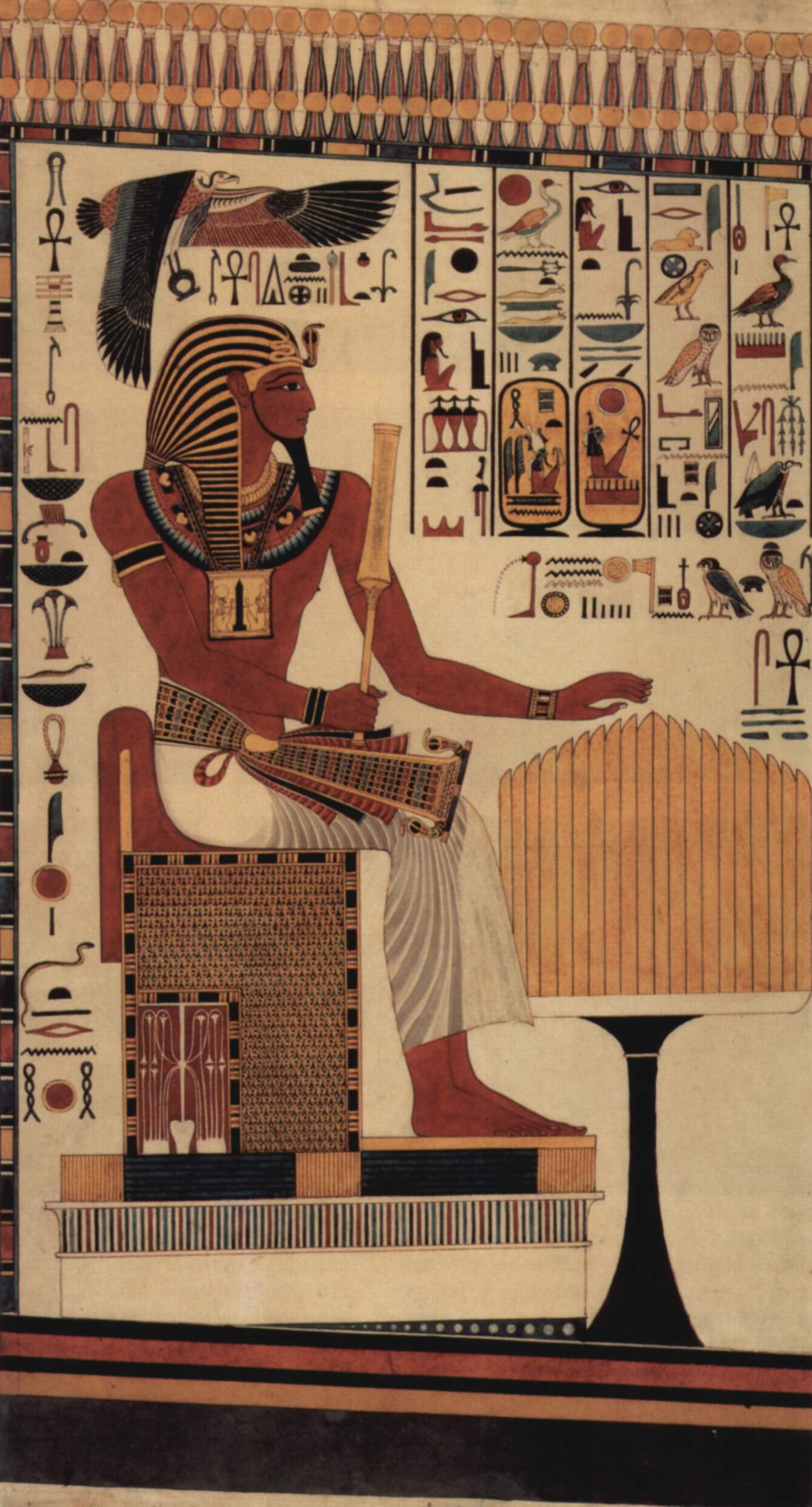
Зображення Сеті I з його гробниці, вільно скопійоване Генрі Вільямом Бічі

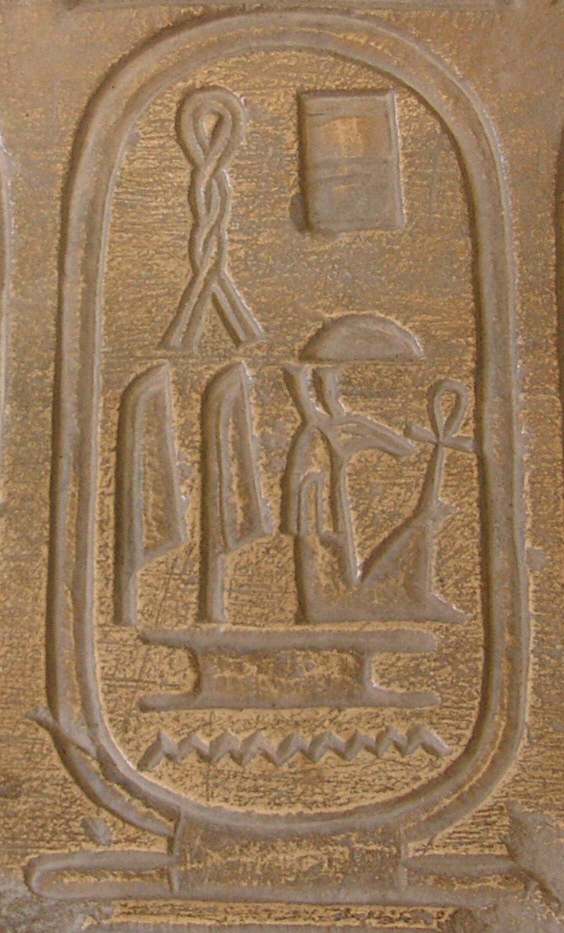
Картуш з ім'ям Сеті I

Про війни Сеті I відомо в основному завдяки унікальному джерелу — рельєфам, що покривають зовнішню сторону північної стіни великої гіпостильної зали храму Амона в Карнаці. Шість картин битв створюють уяву про найголовніші події цієї війни. На жаль, до наших днів дійшла лише ця картинна галерея його воєн, супроводжена лише вельми коротким текстом. Зображене тут походи, битви, облоги, тріумфи фараона і принесення в жертву полонених. Тут же зберігся своєрідний «топографічний список» підкорених земель. Кожна назва, обрамлена овалом і увінчана головою полоненого представника цього народу. Доповненням до графічної історії війн служать розрізнені свідчення інших єгипетських пам'яток, особливо знайдені в Палестині написи Сеті I, хоча вони лише почасти заповнюють недомовки і прогалини основного джерела.

### Розгром кочівників шасу

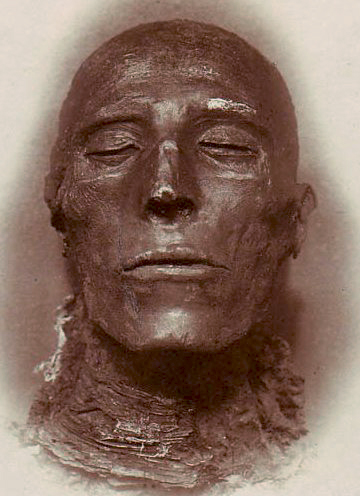
Голова мумії фараона Сеті I

Приводом до цих війн послужило постійні набіги східних сусідніх Єгипту народів до дельти Нілу. Ослаблення Єгипту протягом певного часу надало сміливості бедуїнам шасу перейти східний кордон країни, «щоб здобути собі і худобі своїй їжу у володіннях фараона».. Фараон зібрав військо, наказав виготовити військові колісниці й сам, стоячи на такій же парній колісниці, рушив на чолі воїнів проти збурених бедуїнів. Сеті захопив дорогу вздовж північного узбережжя Синайського півострова. Уздовж цієї дороги були приведені в належний стан колодязі, влаштовані для їхньої охорони військові пости. Багато з цих постів були названі іменем Сеті. Битви з бедуїнами відбулися на великій території, починаючи від прикордонної фортеці Джару, як в пустелі, так і в гористих, порослих лісом місцевостях Палестини. Бойові дії ускладнилися тим, що кочівники зайняли панівні над долинами висоти («стали на хребтах сирійських», як каже єгипетський напис). Було взято ряд фортець ворога, в тому числі Рапуха (Рафія). Фараон заволодів усією землею шасу до східних кордонів її. Останнім пала узята приступом гірська твердиня — «Місто ханаанске» (Па-Ханаана, можливо, це Газа). У битві під «Містом ханаанським» були знищені головні сили противника. Цю першу перемогу так вихваляє напис: 
 «У рік 1 царя Сеті мало місце винищування міцною рукою фараона ворожих шасу від фортеці Хетам в землі Цалу (тобто в Танісському номі) навіть до Ханаана. Фараон був проти них як лютий лев. Вони в гірській країні своїй перетворилися на купу трупів. Вони лежали там в крові своїй. Жоден не уникнув руки його, щоб повідати далеким народам про його силу „. 
 Фараон сам, мабуть, був задоволений результатами битви, бо напис свідчить: 
 “ Радістю його є — прийняти битву, і насолодою — кинутися в неї. Задоволення його серцю доставляють тільки потоки крові, коли він зрубає голови неприятелям. Хвилина битви з мужами привітніше йому, ніж день насолоди. Він разом вбиває їх і не щадить нікого між ними. А хто з них залишається в живих, той перебуває в руці його і відводиться живим, як бранець, в Єгипет». 
Легкій перемозі Сеті I над бедуїнами Палестини сприяли хаос і смута в регіоні, яким колись потурали його попередники — Аменхотеп III і Ехнатон. Вороги не тільки задумували «заколот» проти фараона і нехтували «законами палацу», а й вносили в країну безлад і винищували один одного. Не виключено, що єгиптяни самі сприяли усобиці між князями і вождями Сирії та Палестини для ослаблення сил ворогів.

### Просування на північ
Але замирення палестинського півдня було тільки частину завдання, поставленого Сеті. Фараон бажав відновити спокій і на півночі Палестини. Утихомиривши бедуїнів шасу, Сеті вийшов на простори рівнини Ізрееля. Фортеця Мегіддо не опиралась просуванню єгипетських військ. Місто Бейт-Шеан, також як і менше за розмірами місто Рехов, теж підтримали єгиптян. Однак, правитель Хаматів — міста, що знаходився на березі Геннісаретського озера або дещо південніше, біля початку долини Ярмука,, зібравши велике військо, захопив Бейт-Шеан і, уклавши союз з жителями міста Пехеля (Пелла), осадив Рехоб. Сеті, дізнавшись про це з отриманих донесень, розділив своє військо на корпуса, названі на честь Амона, Ра і Сета й почав одночасні військові дії проти міст Хаматів, Бейт-Шеана та Ієноа, добившись успіху «протягом дня». Перемога над Іеноа, містом з потужним гарнізоном, які не раз брали участь тоді в заколотах і усобицях, була визнана гідною зображення на храмових стінах у Карнаці — зрозуміло, що фараон був зображений, як єдиний переможець. У написах Сеті нічого не повідомляється про спроби звільнити Рехоб, але, безсумнівно, він був звільнений. Також немає відомостей про просування єгиптян у бік міста Пелла. Однак, це місто, також, скорилося Сеті, оскільки дана назва зустрічається в списку підлеглих місцевостей, накреслених на сфінксі із заупокійного храму Сеті в Шейх-Абд-ель-Курна. Дві стели історичного змісту (одна датована 1-м роком правління Сеті I), знайдені в містечку Бейт-Шеан за 20 км південніше Геннісаретського озера теж свідчать про те, що єгиптяни побували на східному березі Йордану.
Здається безсумнівним, що й жителі Фінікії (принаймні південної) надавали хаанейцям діяльну підтримку у війні їх з фараоном. Мабуть, під час першого походу єгиптяни захопили і морські порти Акка і Тіра, оскільки про це також описано в переліку захоплених місцевостей на сфінксі з Курна, а напис повідомляє, що «знищив фараон царів землі Джахіт (фінікійської)».

### Захват Кадеша
У продовження свого переможного походу через всю землю Ханаанську війська єгипетські дійшли до фортеці Кадеш, як зображено, розташованій на лісистій горі, але, тим не менш, ймовірно, тотожній з Кадешем на Оронті, що грав таку важливу роль при Тутмосі III. Опис: «Це похід фараона для оволодіння землею Кадеш в країні амореїв». 
Жителі Кадеша не очікували ворога: під деревами, які оточують місто, пасли ще стада худоби їхні пастухи, коли фараон з'явився під містом на своїй бойовій колісниці. Усі рятувалися втечею, бики бігли в одному напрямку з пастухами. Кадешські воїни, які спішили з міста на допомогу, були простромлені стрілами єгиптян і попадали зі своїх колісниць. Тоді єгипетські війська пішли на приступ і взяли місто з боєм, захопивши і всіх його жителів.

### Відвідування гір Лівану і рубка лісу

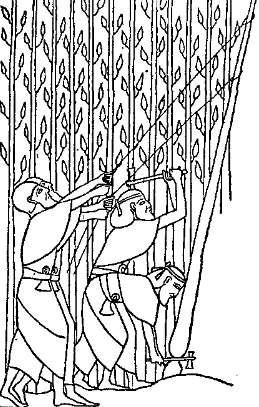
Ханаанці рубають ліс для Сеті I

Під час повернення додому на шляху через Кадеш Сеті відхилився в сторону і відвідав країну Ліманон, яка розташована серед гір Лівану. Жителі країни ханаанського походження прийняли фараона самим шанобливим чином, підводячи руки і вітаючи переможця. «Князі й старійшини — каже напис — країни Ліманон, молячись перед властеліном землі, щоб підняти славу його, так кажуть: „Ти подібний по виду твоєму батькові, сонячному богу, погляд на тебе дарує життя“».
Фараон, мабуть, віддавав якісь особливі накази, тому що єгипетський переписувач, що зображений перед ним на малюнку, каже йому: «Все, що ти сказав, буде виконано». Мабуть, справа йшла про вирубку ліванських кедрів для побудови нового великого корабля, який повинен бути спущений на «річці єгипетської» для служби Амону, і для тих величезних щогл, які ставилися на передній стороні пілонів перед храмами і прикрашалися прапорами та вимпелами на свята. На іншому малюнку зображено, як ханаанеяни рубають сокирами найкращі й найвищі дерева.

### Тріумфальне повернення єгипетського війська
Захоплення Ієноама, ліванського міста Гадер і підпорядкування правителів Лівана — були головними успіхами Сеті, досягнутими під час першого походу в Азію, після чого військо фараона тріумфально повернулося до Єгипту. Можливо, сам фараон повернувся в Єгипет до прибуття туди з палестинської півночі основних військових сил. На зображеннях в Карнаці повернення царя супроводжують не всі полонені, а тільки кочівники шасу, тоді як передача царем Амону захоплених ханаанців зображено особливо, після сцени перемоги над Ієноамом. Стоячи на колісниці, в супроводі змучених бранців, пов'язаних по кілька у незручних положеннях, цар минає одну за одною прикордонні фортеці та наближається до єгипетського рубежу. Тут за тихою протокою, зарослою густим очеретом, за укріпленими мостом і воротами Сеті чекають представники жрецтва, цивільної і військової влади в одежах, що личать їх званням, жерці з розкішними букетами квітів. Угледівши царя і «небачену» здобич, зустрічають шумно вітаючи переможця, криками, рухами рук і поклонами висловлюючи свій вірнопіддану повагу.

### Похід у землю Хеттського царства

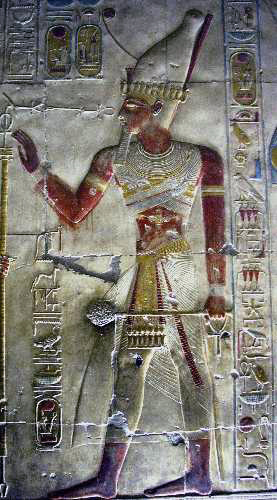
Зображення Сеті I на храмі в Абідосі

Однак замирення Палестини і Південної Фінікії не означало ще відтворення «світової» держави XVIII династії. Заважала сильна протидія Хеттського царства і залежного від нього царства Амурру. Відомостей про нову сутичку між великими державами — єгипетської і анатолійської — збереглося надзвичайно мало. Зображення в Карнаці, в подробицях, прославляють перемогу над «жалюгідною землею Хатті, яку його величність перетворило у велику купу трупів». Лучники царства Хатті біжать від Сеті. Але надії втікачів марні: трупи полеглих все густіше встеляють землю перед кіньми колісниці переможця. Війна з державою Хатті була для Сеті одночасно боротьбою із залежними від нього сирійськими князівствами. Один з переможних написів царя каже про його повернення «із землі Хатті по знищенні бунтівних країн і нехтуванні сирійців в їхніх місцях»  і про «великих володарів жалюгідною Сирії, наведених його величністю зі своїх перемог над землею Хатті».
Війна з державою Хатті та її союзниками була успішна для єгиптян, і Фіви бачили натовпи анатолійських і сирійських полонених, доставлених царем як дар Амону разом зі всякого роду цінностями. Як далеко на північ просунув Сеті кордон єгипетських володінь, встановити точно неможливо. У списках переможених ним народів і захоплених міст поряд з палестинськими та південнофінікійськими значаться середньосирійські Кадеш, Катна, Уллаза, Нахріма, Туніп. Переліки країн, переможених Сеті, можна вважати загалом надійними джерелами (за винятком, звичайно, бажаного, але мнимого підпорядкування Ассирії і Вавилонії), так як вони опускають ряд важливих сірійсько-палестинських міст, а багато назв серед відомих списків подібного роду згадані вперше і неодноразово підтверджуються зображеннями в Карнаці й написом з Бейт-Шеана. Якщо можна сумніватися навіть у тимчасовому захопленні єгиптянами півночі Сирії, то підпорядкування Сеті південної і середньої її частин очевидно. З хеттських клинописних пам'яток стало відомо про відпадання царства Амурру в Сирії і повернення його під панування Єгипту. Справедливо відзначено також відсутність його в числі союзників Хеттського царства, перерахованих в єгипетських джерелах, навіть на 5-му році правління наступника Сеті Рамсеса II. На деякий час до складу єгипетської держави увійшов, напевно, і Кадеш на Оронті, так як там була знайдена плита із зображенням Сеті перед єгипетськими і сирійськими божествами. Скільки походів знадобилося Сеті I для досягнення настільки великих успіхів, невідомо, як не знаємо ми й того, в які роки його царювання вони відбувалися; виняток — похід 1-го року.
Однак перемога Сеті не була вирішальною. Вона не завдала істотної шкоди Хеттській державі. Мабуть, до кінця свого правління Сеті втратив майже всі свої північні завоювання. Кінцевим результатом воєн, які вів Сеті, було встановлення в Азії північного кордону єгипетського впливу, який проходив приблизно від гирла річки Ель-Літані на схід, залишаючи в руках єгиптян міста Тір, Мегіддо, Бейт-Шеан та інші. Виконавши максимум здійсненного, Сеті уклав мирний договір з хеттським царем Муваталлі. Усі походи Сеті I супроводжувалися крайньою жорстокістю, з якою з єгипетських фараонів міг зрівнятися лише Аменхотеп II. Зокрема, на одній з сцен храму в Карнаці зображений Сеті, який приносить у жертву полонених, що було абсолютно не властиво єгипетській традиції.

### Похід проти лівійців
Сеті вів війни не тільки на сході, а й на заході, проти лівійських народів. Відмітним знаком цих народів служить у зображенні подвійне перо нагорі голови і збоку голови локон. Написи називають їх тхухі, тхухен або тхухени, що означає «блискучі», «ті що світяться»; ці самі народи називалися пізніше греками мармарідами, жителями Мармаріки, з абсолютно тим самим значенням. У цей похід Сеті взяв свого сина і спадкоємця Рамсеса. Царі мармаридів були розбиті вщент. У зображеннях Сеті малюється стоячим на бойовій колісниці, парна упряж якої носить ім'я «перемогоносний Амон». Похід відбувався в гористій і покритій печерами країні; принаймні, напис так говорить про нього: "Цар знищив їх, стоячи на місці битви. Вони не могли тримати лука і трималися захованими в своїх печерах, як лисиці, — страху заради царя ".

### Війни на півдні
Хоча вже на стіні Карнацького храму (тобто від перших років правління Сеті) в числі підданих єгипетських народів значиться землі Куш, Пунт, з багатьма племенами Африки, але не слід забувати, що тут, як і в інших пам'ятках, за звичаєм виписувалися з храмових книг більш-менш докладно імена народів, визнаних «підвладними Єгипту». Можливо, що нубійські землі залишалися спокійними з часу фараона Хоремхеба і єгипетські намісники, так звані «царські сини Куша», управляли ім'ям фараона на півдні й піклувалися про надходження в казну податків. На час правління Сеті припадають два «царських сина Куша». Це Іуні та Аменеміпет, син Пауера. Причому відомо, що цей Пауер був «царським сином Куша» під час царювання фараона Айа.
Видно, тільки під кінець царювання Сеті був змушений провести каральну експедицію проти нубійських племен далеко на півдні. Про цю війну Сеті I відомо з ідентичних текстів двох стел, виявлених у Саї і Амарі, що розповідають про боротьбу з мешканцями області Ірем (район 5-го порогу Нілу) і датованих 8-м роком правління царя. Текст стел стверджує, що Сеті I брав участь у поході, однак, графіті з Асуана дозволяють припустити, що керував військовими діями «Царський син Куша» Аменеміпет.

## Спільне правління Сеті I і Рамсеса II
Можливо, що на 9-му році свого правління Сеті, який, мабуть, вважав своє становище на престолі недостатньо надійним, вирішив проголосити свого сина і спадкоємця Рамсеса своїм співправителем. У великому історичному написі Абідоса Рамсес II так розповідає про цю подію: 
 "Я був урочисто зведений, як старший син, в сан спадкоємця престолу … Тоді показався батько мій публічно народу, і я був як хлопчик, на колінах його, і він так казав: «Я буду вінчати його царем, бо я хочу бачити його славу, поки я ще живий». І приступили сановники двору, щоб покласти на голову мою подвійний вінець. " 
 Однак через те, що всі написи про сумісне правління відносяться вже до царювання Рамсеса, сам факт одночасного правління Сеті та Рамсеса сприймається не всіма істориками.

## Будівельна діяльність Сеті I

### Художній розвиток
Царювання Сеті належить до тих періодів історії країни, в яких, з одного боку, мистецтво протегує монарх, а з іншого, його творінням виявляється цілком гідними цього покровительства. Епоха Сеті I, який присвятив все своє життя справі відновлення релігійної культури своєї батьківщини, стала значною віхою в історії єгипетської сакральної архітектури. Повсюдно відновлювалися храми предків, споруджувалися нові святилища. Однак особливу увагу Сеті приділяв двом великим єгипетським містам — Абідосу і Фівам.
Гіпостильна зала Карнакського храму, наскільки вона була закінчена при Сеті I, і храм Осіріса в Абідосі суть художні твори першого ступеня, краса яких більш за все полягає в непомірному багатстві і численності скульптур, доведених до досконалості навіть у різанні ієрогліфів. Також знаменита гробниця Сеті, яка належить до найкращих творів фіванського мистецтва, не тільки по скульптурам, а й за красою та живопису фарб, що покривають картини і ієрогліфи.

### Храм Абідоса

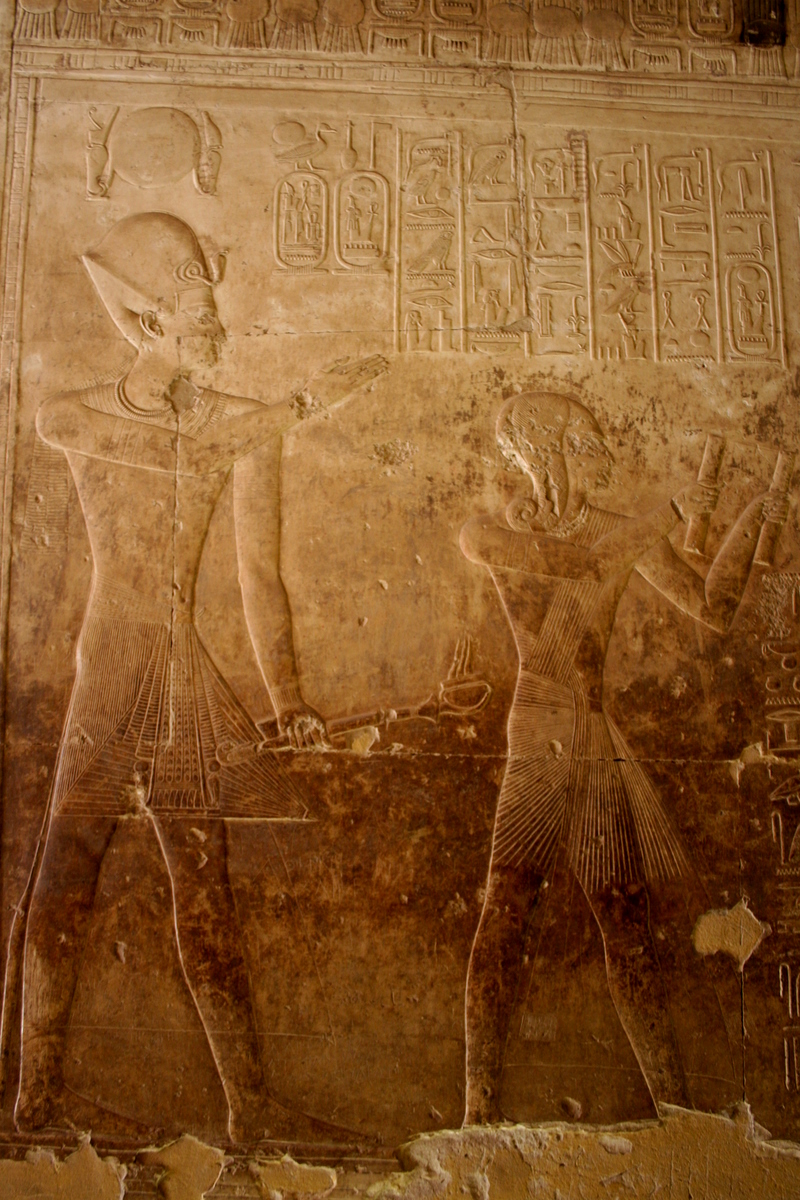
Сеті I і його спадкоємець Рамсес перед списком предків в Абідоському храмі

Знаменитий храм в Абідосі, побудований Сеті, був присвячений семи божествам. Спочатку його фасад мав сім дверей, від яких сім паралельних алей через два гіпостиля вели до семи святилищ. Його центральне святилище було присвячено Амону. Однак цим лише віддавалася данина значимості Амона-Ра, «царя богів»; у дійсності, храм був присвячений Осірісу. Праворуч від нього знаходилися святилища Абідоської тріади: Осіріса, Ісіди і Хора. Зліва в двох святилищах шанувалися Ра-Хорахте і Птах; Останнє святилище призначалося для відправлення заупокійного культу самого Сеті. Тут також шанувалися всі обожнені царі-предки Сеті I. Дві двері південніше вели в галерею, де знаходиться знаменитий Абідоський царський список: 76 картушів-імен царів предків, яким поклоняються сам Сеті і наслідний принц Рамсес. Цей список починається з першого царя I династії Менеса, завершуючись ім'ям правлячого фараона.

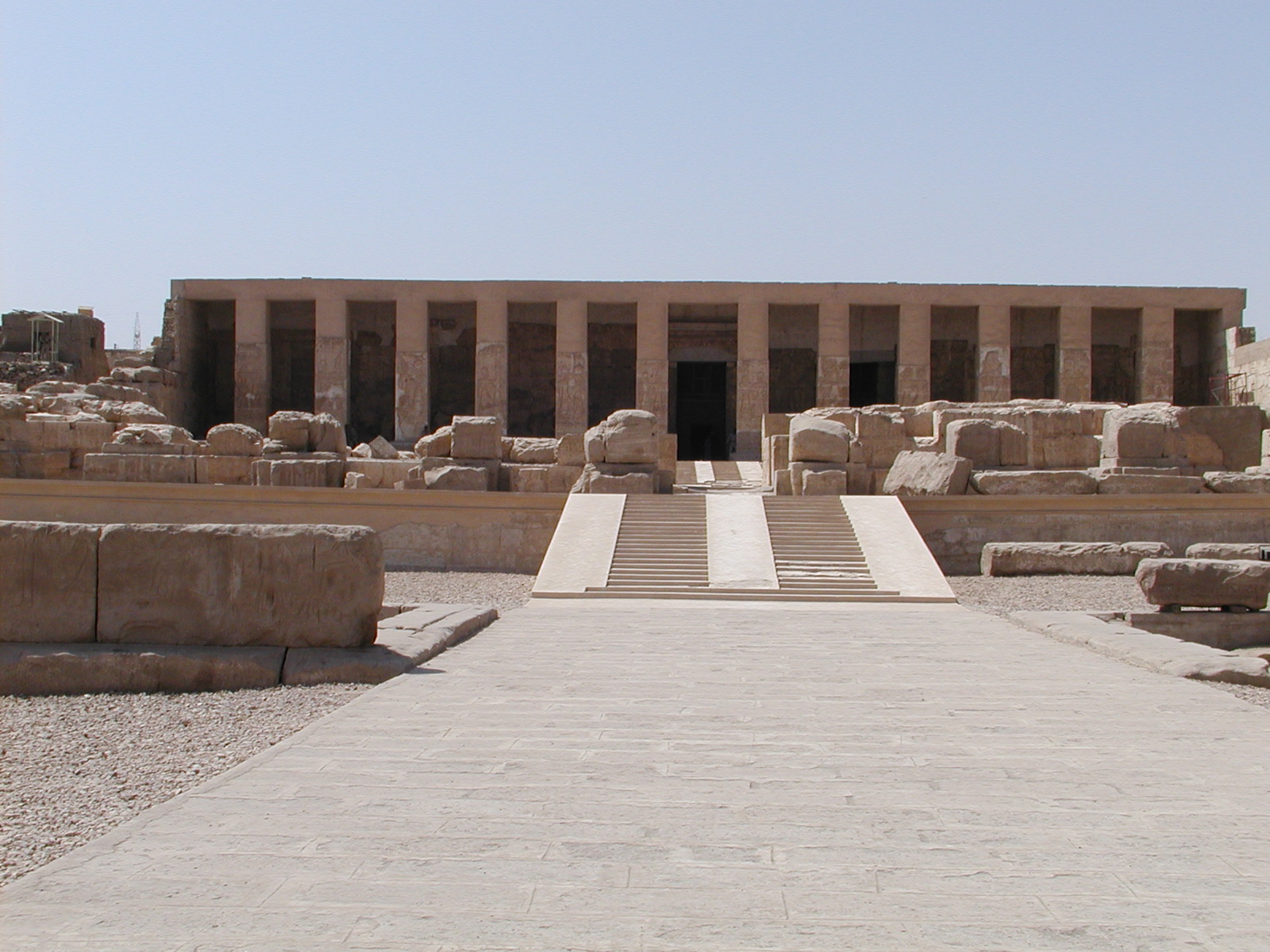
Храм Сеті I в Абідосі

До завершення будівництва Сеті не дожив; храм був закінчений його сином Рамсесом. Прекрасно збережений, храм і в наші дні приголомшує своєю атмосферою. Найвищої майстерності рельєфи прекрасно зберегли свій споконвічний колір. З Абідоса походять більшість статуй Сеті I, що відрізняються чудовою якістю виконання. Сеті I надавав величезного значення Абідоському храму: це підтверджується знаменитим декретом царя, висіченому на стелі в Наурі, і написами маленького храму Канаїс у Ваді Мійа, де згадані привілеї храму в Абідосі, а також копальні, що постачали храму золото.

### Осіріон

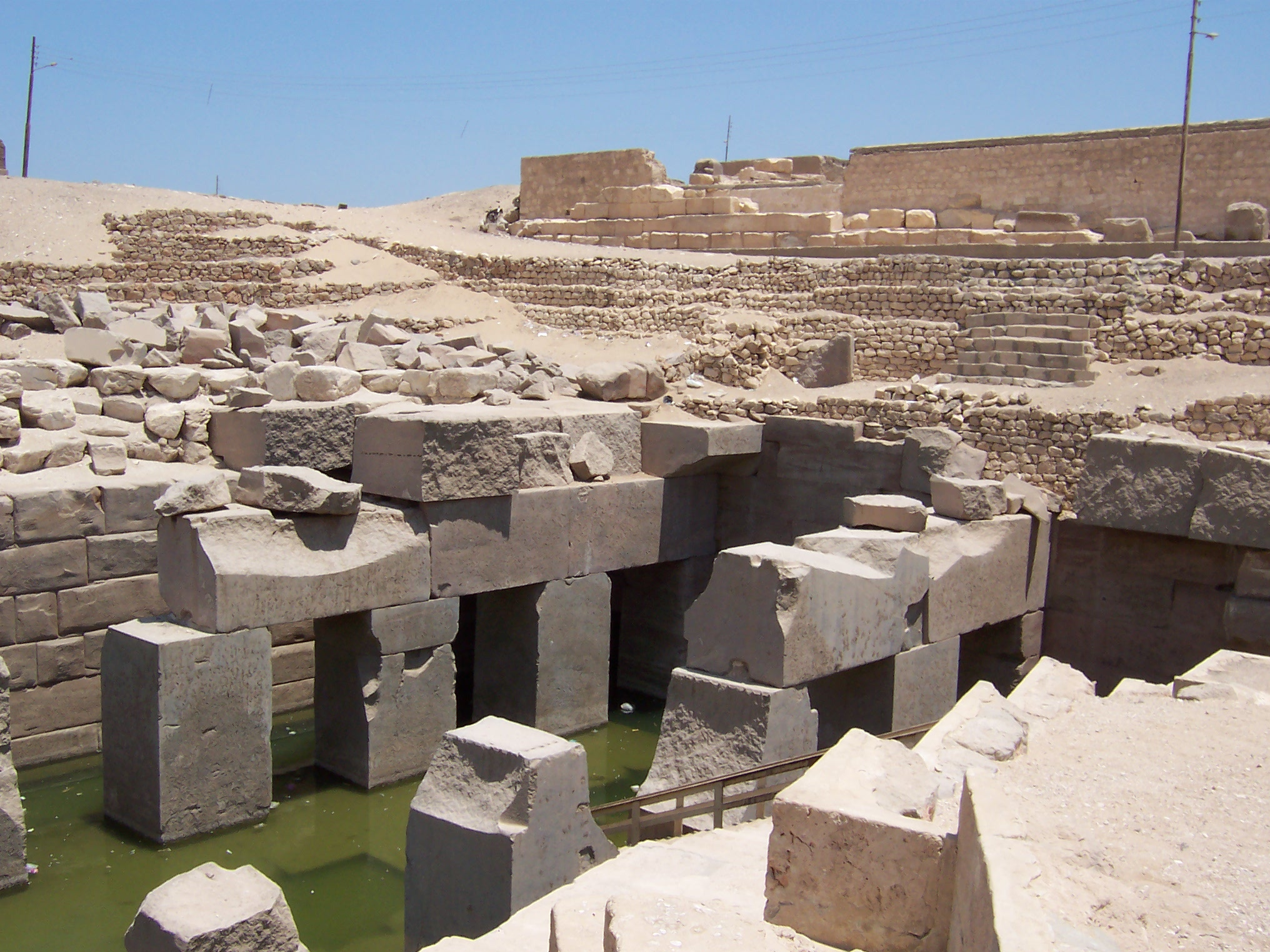
Осіріон

До західної стіні храму Сеті I в Абідосі примикає ще одна будівля, яку називають Осіріон. Вже давнину існувала легенда, що саме в цьому храмі поховано голову Осіріса (звідси й назва). Осіріон був виявлений відомим єгиптологом Фліндерсом Петрі в 1903 році, але тільки в 1914 році споруду повністю розчистили від піску. Справа в тому, що рівень підлоги Осіріона розташований приблизно на 8 метрів нижче рівня храму Сеті. Професор Невілл з Дослідницького фонду Єгипту, які розчистили цей комплекс, вважав, що Осіріон є однією з найбільш древніх будівель Єгипту. Але після того як в 1920-ті роки на його стінах виявили кілька написів від імені Сеті I, цю будівлю оголошено побудованою цим фараоном.
Однак царі Стародавнього Єгипту без жодного збентеження вибивали свої імена на більш древніх пам'ятниках або виробах. Таким чином, присутність «автографів» Сеті на стінах Осіріона в жодному разі не є прямим доказом того, що саме цей цар побудував цю будівлю. Ба більше, на одній зі стінок будівлі присутній розлогий напис онука Сеті — фараона Мернептаха, в якому говориться, що цей цар справляв ремонтні роботи Осіріона. Але ремонт споруди, якому кілька десятків років, у даному конкретному випадку представляється малоймовірним. Справа в тому, що Осіріон споруджений у техніці так званої мегалітичної кладки. Всю будівлю складено з величезних монолітних блоків граніту. Камінь ретельно оброблений, блоки підігнані один до одного без всякого зазору і без використання розчину. Центральна частина будівлі має дві колонади з десяти прямокутних стовпів сірого граніту. Поперечний переріз кожної такої колони являє собою квадрат зі стороною 2,5 метра, висота колони — близько 4 метрів. Тобто вага кожного подібного моноліту становить приблизно 65 тонн. А гранітні колони мають ще й виконані з того ж каменю перекриття — архітрави. Подібна техніка будівництва не має нічого спільного з тією, яка використовувалася при зведенні заупокійного храму Сеті I. Так само як немає і ніяких аналогій між абсолютно скупою, аскетичною архітектурою Осіріона і химерним декором храму Сеті.

### Карнакський храм

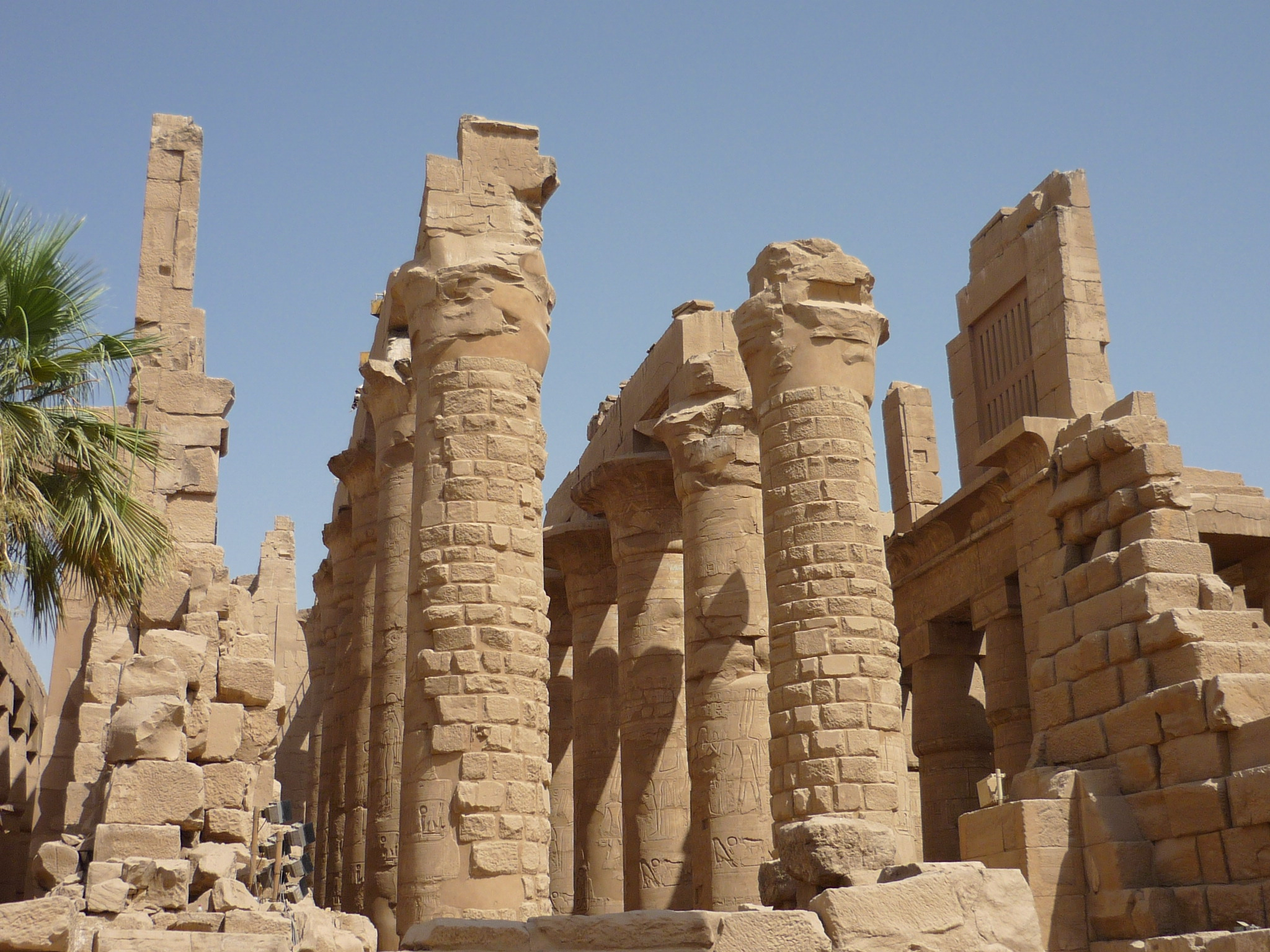
Головний прохід гипостильної зали в Карнаці

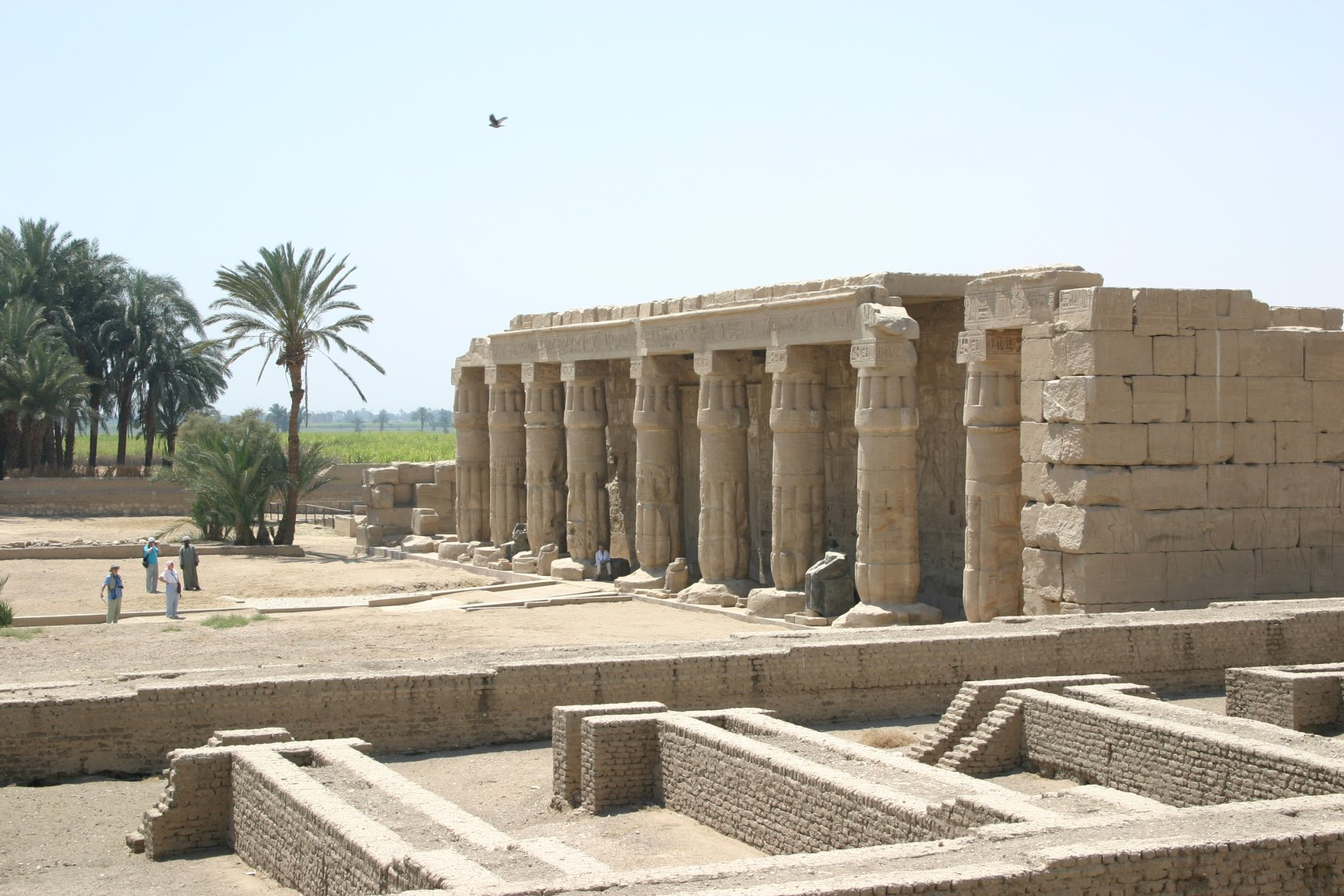
Поминальний храм Сеті I в Курна

У Карнаці біля Фів він продовжив будувати грандіозну гіпостильну залу між третім пілоном епохи Аменхотепа III і другим, зведеним при Хоремхебі. Початок будівництва було покладено ще при Рамсесі I, однак стислість його правління завадила втілити в життя колосальний проект. Зал є 103 м завширшки і 52 м в глибину і налічує сто сорок чотири колони. Потрясають уяву дванадцять колон середнього проходу заввишки 19,5 м (без абак), з капітелями у вигляді розкритих квітів папірусу. Більш низькі колони бічних проходів виконані у вигляді зв'язок, що нагадують ще не заквітлі стеблини цієї рослини. Стовбури колон були оброблені листами золота і покриті чудовими рельєфами загальною площею 24282 м². Імена зодчих які будували цей храм нам відомі — це були Майа, Іупа і Хатіаї. Роботами по декоруванню колон гіпостилю керував видатний художник цього часу — Дідіа. Остаточне декорування й обробка гіпостилю було завершено лише за Рамсеса II.

### Поминальний храм Сеті I в Курні
На лівому березі Нілу в Фівах, у містечку Курна, був зведений поминальний храм (Мнемоніум) Сеті I, частина якого присвячувалася культу його батька Рамсеса I. До нашого часу дійшла основна храмова будівля з прекрасно виконаними рельєфами, які покривають стіни. Колони вишуканої форми з капітелями у вигляді бутонів папірусу прикрашають фасад храму. Відома давня назва комплексу в Курні — «Чудовий будинок царя Мінептах-Сеті в місті Амона на західній стороні Фів»; часто до цієї назви додавались ще й наступні слова: «на увазі Іпет» (тобто на увазі Карнакського храму).

### Інші будівлі Сеті
Сеті почав будувати печерний храм в Абу-Сімбелі, але не встиг його закінчити. Він був закінчений його сином Рамсесом II.
При Сеті I було відновлено величезну кількість пам'яток релігійного мистецтва, знищених або пошкоджених при Ехнатоні. Великі реставраційні роботи були проведені в храмі Аменхотепа III в Луксорі. У Карнаці Сеті I також перебудував невеликий кіоск Аменхотепа II у поминальний храм цього царя. При цьому імена володарів XVIII династії в деяких святилищах, наприклад у храмі Хатшепсут у Спеос Артемідос, були, в свою чергу, замінені титулатурою і зображеннями Сеті I.

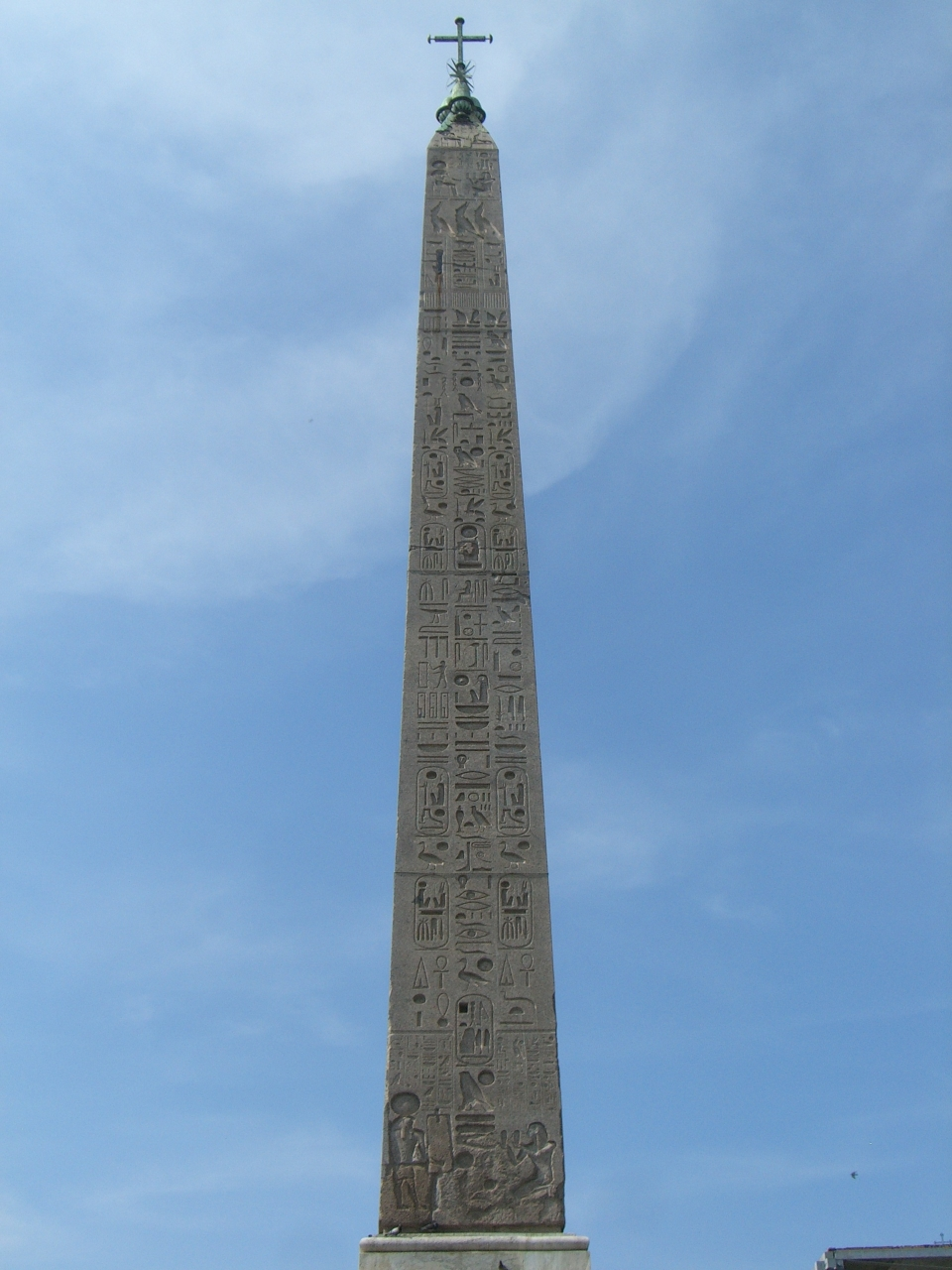
Обеліск Сеті I спочатку стояв у Геліополі, сьогодні на П'яцца дель Пополо в Римі

Нижній Єгипет також не був обділений увагою царя. У Мемфісі збереглося унікальне святилище Сеті I, на стіні якого цар зображений як хлопчик, що сидить на колінах двох богинь. Ймовірно, ще інший храм був побудований у Геліополі, звідки походить обеліск царя, який у даний час знаходиться в Римі.
Крім своєї улюбленої резиденції в Мемфісі, Сеті I побудував палац на місці Аваріса (північний схід Дельти), старої столиці гіксосів, де він також розширив і прикрасив храм Сета, свого бога-покровителя. Таким чином, місто було підготовлене до того, щоб при Рамсесі II стати столицею і отримати ім'я Пер-Рамсес — «Будинок Рамсеса». Серед причин цього вибору слід, насамперед, відзначити вже згадуваний тісний зв'язок сім'ї Рамессидів з орієнтовно місцем свого походження, а також політично важлива близькість до азійського кордону Єгипту.

### Роботи в золотоносних копальнях
Здається, що багаті податі та данини, що стікалися щорічно в таких величезних кількостях з усіх переможених країн до Єгипту при Тутмосі III, стали надходити в набагато меншій кількості при Сеті I, тим часом як царські потреби, що підлягалися задоволенню, залишалися тими ж, а зведення дорогих будівель вимагало великих витрат. Слід було вишукувати нові джерела доходів; і тому при Сеті стали звертати особливу увагу на правильну розробку існуючих вже в Єгипті і Нубії золотих рудників, і крім того, в допомогу цьому промислу закладалися колодязі в позбавлених води гірських місцевостях, де проводилися гірничі роботи. До таких місцевостей належала і пустельна місцевість на східній стороні Нілу, навпроти Едфу. У цій пустелі збереглися залишки давньоєгипетського скельного храму: він своїм становищем позначає одне з місць зупинки на великому торговому шляху, який у давнину йшов від Нілу до Червоного моря. Написи храму відносяться до часу Сеті: вони не тільки підтверджують існування золотоносних пластів у глибині гір, але й вказують на закладку колодязя по велінню царя. Вони кажуть, що в 9-й рік, 20 числа I місяця сезону шему цар Сеті здійснив подорож у пустельні гірські місцевості, бажаючи оглянути особисто роботи на золотоносних копальнях.
Спроба добути воду також і на рудниках у Ваді-Алакі закінчилася невдало. Там був викопаний колодязь завглибшки 60 м (120 єгипетських ліктів), але до води він не дістав.
У єгипетській релігії Сеті поступово почав висувати на перше місце культ бога Птаха. Він вже бачив можливості носити додаткове ім'я Мернептах (Мар-ні-Птах, «Той, кого полюбив Птах») і не згадував у своїй, загальноприйнятій царській титулатурі жодним словом про Амона.

## Родина і оточення
Дружиною Сеті I ще задовго до воцаріння стала Туйя, що походила, як і сам цар із середовища військових: її батько Райа був «командиром колісничних військ». Сеті та Туйя мали, принаймні, двох дітей — дочку на ім'я Тіа і сина, майбутнього Рамсеса II. Питання про існування принца Хасетнебета, так званого «старшого сина» Сеті I, залишається невирішеним до цього часу; принцеса Хенутміра, мабуть, також була дочкою царственого подружжя.
З оточення царя слід згадати одного з найвідоміших людей цієї епохи, чаті (везира) Пасеря, який вступив на посаду при Сеті I, змінивши на посаді свого попередника — Небамона. Добре відомі його чудові скульптурні портрети і розкішна гробниця. Свої функції цей вельможа продовжував виконувати і пізніше, власними руками коронувавши Рамсеса II. Величезна кількість пам'ятників збереглося і від Хорміна, управителя царського гарему в Мемфісі. Нубія управлялася намісниками — «царськими синами Куша» Іуні і Аменеміпетом, який зберігав владу ще на початку царювання Рамсеса II. При Сеті I були призначені спеціальні управителі землями оаз. Так, добре відома гробниця Аменхотепа, управителя оази Бахарія.

## Гробниця Сеті I

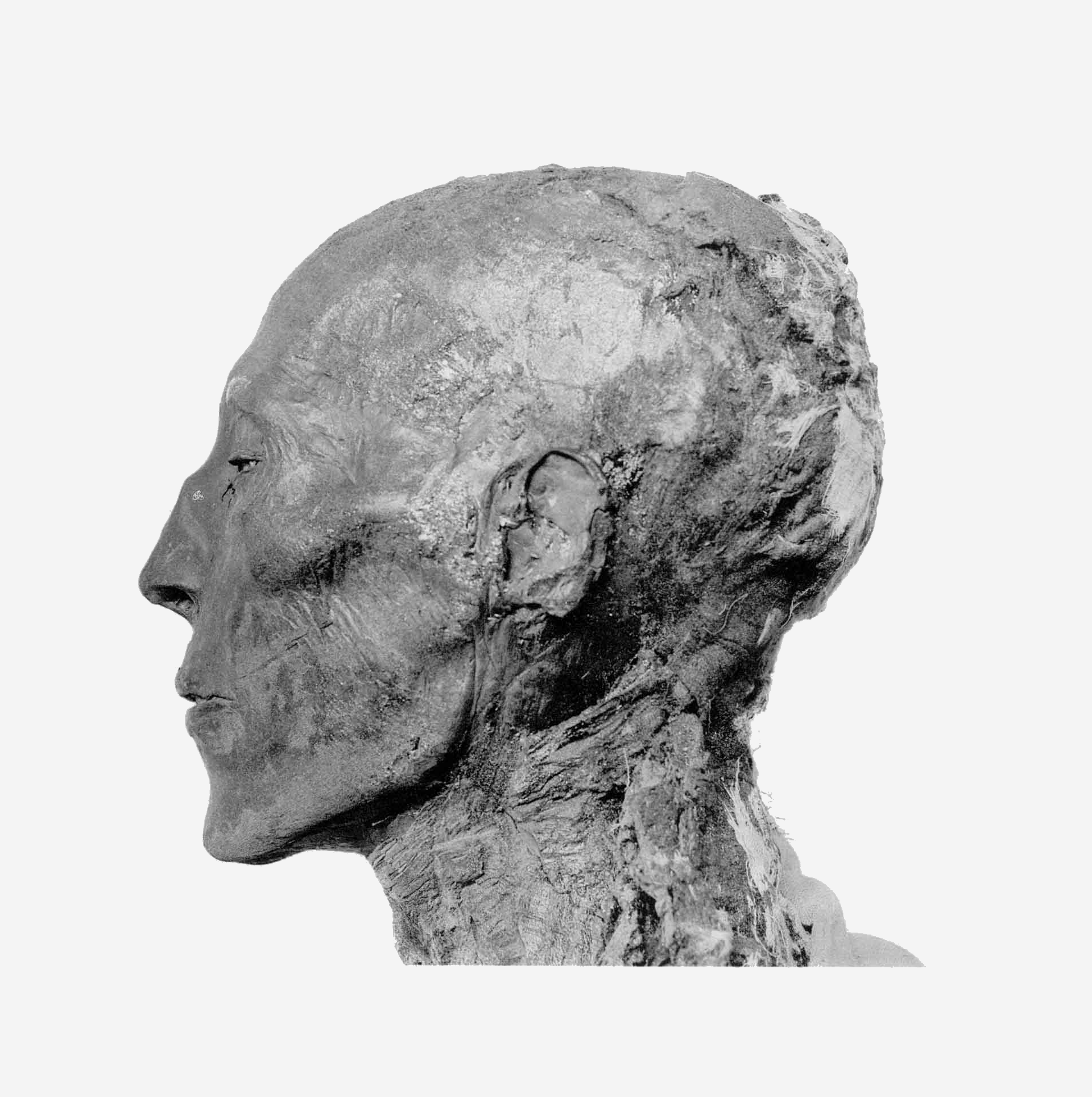
Голова мумії фараона Сеті I

Тривалість царювання Сеті неясна. Літописи неясно розрізняють закінчення його царювання і початок одноосібного царювання його сина Рамсеса II. Останній відомий рік правління Сеті I — 11-й (11 рік, IV місяць сезону шему, 12 або 13 число), зустрічається в написі на стелі, присвяченій заснуванню храму в Гебель Баркалаї — обителі Амона, владики Нубії або, як її називали єгиптяни, «Південному Карнаці». Хоча Манефон стверджує, що Сеті правив 21 рік, що малоймовірно; зробити припущення, що від 10 років правління Сеті абсолютно не збереглося датованих пам'яток, неможливо. Як би там не було, але ще не старим зійшов фараон у свою гробницю в Долині царів, найдовшу (100 м) і найвитонченішу по обробці серед усіх царських гробниць.
Гробниця Сеті I (KV17) або як її ще називають «гробниця Бельцоні», на честь вченого, який відкрив її, була знайдена в 1817 році. Вхід до неї був настільки добре прихований, що він абсолютно не був помітний, поки сильний дощ не спричинив земляний обвал, який відкрив гробницю. Однак коли Бельцоні, слідом за цим, проник до неї, то виявилося, що колись у давні часи її вже відвідали грабіжники; алебастровий саркофаг Сеті (який нині знаходиться в Англії) був відкритий, розбита кришка лежала осторонь і мумії в ньому не було.
Сходи (27 ступенів) веде від входу вниз до брами з картушами Сеті-Усірі, тобто зробившогося Осірісом померлого. Від воріт веде прохід 11 м довжини при 2,7 м висоти і 2,5 м ширини, що нахилений вглиб і вниз під кутом 18° і приводить до других воріт. Від цих других воріт веде спуск по сходах в 25 щаблів до третіх воріт, від яких знову йде похилий вниз коридор довжиною 11 м. На кінці цього другого проходу знаходиться кімната 4,2 м ширини і 3,6 м довжини, в якій при Бельцоні (що бачив гробницю ще в повному блиску і майже в цілості) перебував глибокий вертикальний колодязь, за яким височіла стіна, покрита ієрогліфами. Мабуть, тут закінчувалася гробниця. Однак Бельцоні не повірив цим пристроям гробниці; звук, який лунав при ударі в стіну, здався йому підозрілим; він наказав завалити шахту і пробити стіну і був цілком винагороджений за свої зусилля. Тут, за пробитою стіною, відкрилася перша зала. Вона лежала на півметра нижче тієї кімнати, з якої в неї проникають і має 7,9 м завдовжки і 7,5 м звширшки; чотири колони підтримують стелю. Всі розташовані раніше ворота, сходи і проходи покриті ієрогліфами і картинами, — але всі вони тьмяніють, так сказати, перед величчю і пишнотою картин і скульптур, що знаходяться в цьому і наступних залах. Всі ці картини становлять по суті одну картину, протяжну від входу в залу, по ній і по всіх наступним приміщенням. Вони намальовані по тонкій штукатурці жовтуватого кольору і зображують мандрування душі по різних відділах Аменті («прихованого», тобто загробного світу), поки вона не сприймається у «квітучі» рівнини Аалу, в «будинку сонця». На них видно, як цар постає перед різними божествами Аменті, до яких він під'їжджає на турі сонця. У переліку не роз'яснених ще символів можна відзначити процесію людей, що несуть величезної довжини змію.

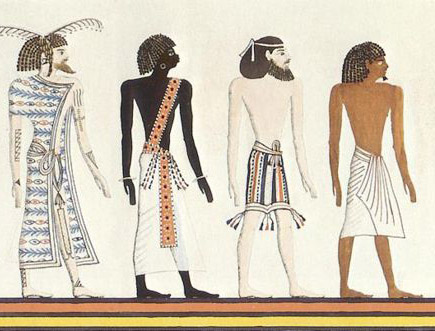
Зображення лівійця, нубійця, семіта і єгиптянина з гробниці Сеті I

Потім зображено хід шістнадцяти чоловіків, по чотири в групі, що підходять до Хора. Це чотири раси людей, єгиптяни, семіти, чорношкірі негри і білошкірі лівійці. Останні в довгому одязі і пір'ях на голові.
Нижче першої зали на чотири щаблі лежить інша палата 8,1 м завдовжки і 7,2 м завширшки. У залі присутні дві колони; тут стінні картини не закінчені: видно абриси фігур, накидані майстерною і сміливою рукою. Перші абриси учнів накреслені червоною фарбою; виправлення художника зроблені чорним олівцем. Тут особливо чудовий портрет Сеті I. За цим залом в глиб гори немає продовження гробниці; але з попередньої зали з чотирма колонами, в лівій стороні від входу, відкривається сходи з 18 ступенів, які ведуть вниз, і призводить до коридору 11 метрів завдовжки, який також потроху знижується. У цьому проході також чудово розфарбовані картини, які стосуються культу мертвих і загробним міфам.
Коридор закінчується воротами; на пілястрах цих воріт зображений цар у пишному військовому одязі та озброєнні, сидячим на золотом троні. Від воріт знову шість ступенів спускаються в маленьку аванзалу, в якій цар зображений тим, хто стоїть перед Хатхор, Гором, Анубісом, Ісідою, Осірісом і Пта.

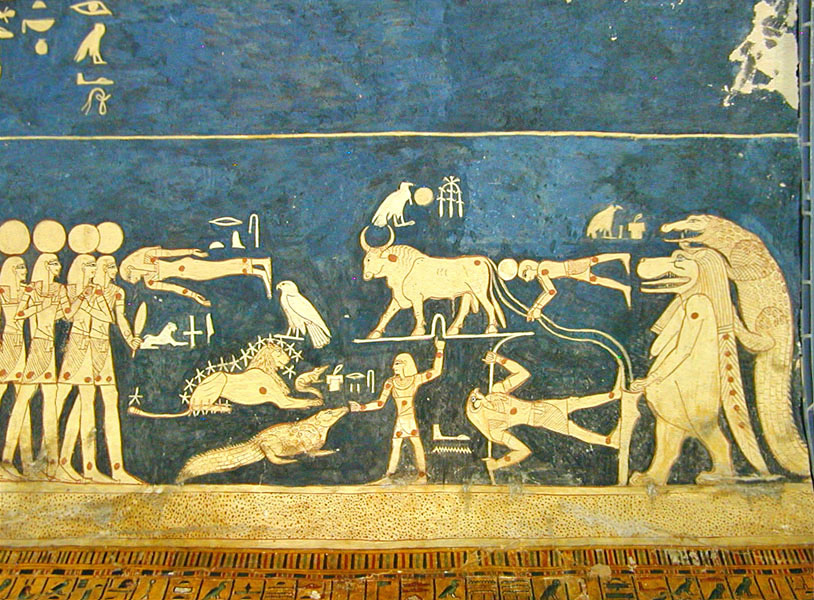
Астрономічні знаки на стелі гробниці Сеті I

З цієї вхідної кімнати хід веде у велику палату з шістьма колонами (7,8 × 7,5 м), до якої примикає інша, не відокремлена від неї палата (9 × 7,8 м), але пів якої нижче першої на чотири щаблі, а стеля набагато вище. Це похоронна камера; створює сильне враження їм вироблене при достатньому освітленні. З усіх боків виступають з темряви як живі дивні, але майстерно окреслені образи; на стелі видніються астрономічні знаки і форми крокодила і гіпопотама, лева і священного бика. Тут же в середині склепіння покритої зали знаходився алебастровий саркофаг (2,85 м завдовжки, майже метр завширшки, зі стінками завтовшки 5 см), покритий витонченими рельєфами, інкрустованими блакитною скляній пастою, — сценами з заупокійних текстів — «Книги Воріт» і «Книги мертвих».
А поруч зали з колонами і біля зали саркофага лежали ще кімнати, по дві при кожній, в яких накреслено продовження тих же зображень, які знаходяться на стінах всієї гробниці. Особливо цікава велика кімната, що лежить біля зали саркофага; тут зображений ряд випробувань душі: вогонь меч, отруйні змії загрожують їй, і тільки «виправданий» може пройти посеред цих страхів, щоб увійти в «зоряне житло». Це останнє житло зображено на зводі «золотої зали», тобто зали саркофага, де лежала мумія. Це надзвичайно цікаве зображення, складене з усіх єгиптянам відомих сузір'їв, з планет і деканів із зазначенням сходження світил. Тут же живе очищена душа життям, «що не має другої смерті», і оспівує гімни, тексти яких написані на стінах похоронної камери.
Ззаду «золотий зали» знайдена ще палата 12,6 м завдовжки і 5,1 м завширшки, що спочиває на чотирьох колонах; але вона залишилася незакінченою. Від того місця, де стояв саркофаг, йде ще глибоко в гору, вниз метрів на 60, хід чи штольня, що повертає трохи направо і упирається в голу скелю. На стінах її немає рельєфів. Думалось бачити в цій штольні з'єднувальний хід з долиною Ассасіфа, але це не виправдалося; найімовірніше, що штольня ця пророблена зважаючи на плани збільшення гробниці, але потім залишена. Нижня точка цього ходу лежить на 52 метри нижче входу в гробницю в ущелині. Чудова гробниця Сеті I, вирубана в скелі, що має 6 сходів, 4 колонних зали і 16 інших приміщень, є приголомшливим і неперевершеним шедевром єгипетського заупокійного зодчества.
Прекрасно збережені мумія Сеті I і залишки первісного дерев'яної труни були виявлені в схованці Дейр ель-Бахрі в 1881 році.

## Наслідки правління Сеті I
Значущість особи самого Сеті I була, в чому, прихована подальшим царюванням його знаменитого сина — Рамсеса II, тривалість і велика кількість пам'яток якого загальновідомі. Однак значення царювання і діяльності Сеті I полягала, передусім, у тому, що єгипетська традиційна цивілізація, вражена амарнською реформою, при ньому частково відродилася. Багато в чому, це відродження виявилося штучним і умовним, однак Сеті вдалося тимчасово призупинити прийдешній занепад і створити передумови для подальшого розквіту країни.

## У фільмографії
Незважаючи на те, що Сеті менш відомий, ніж його знаменитий спадкоємець Рамсес II, він фігурує в багатьох художніх фільмах, присвячених Стародавньому Єгипту. Найчастіше він зображується у фільмах про Мойсея, де представлений як батько царівни, яка врятувала юдейського пророка, і фараона, який посилив пригноблювання євреїв. В анімаційному фільмі «Принц Єгипту» Сеті — похмурий деспот, в той час, як Рамсес тільки змушений продовжувати його політику, і Мойсей намагається достукатися до його зачерствілого серця, акцентуючи увагу саме на цьому факторі. Жорстокість Сеті підтверджують і єгипетські джерела. Крім того, Сеті є другорядним персонажем фантастичних фільмів «Мумія» і «Мумія повертається», де він зображений фараоном, полеглим жертвою змови свого верховного жерця Імхотепа.